# Córdoba (Venezuela)
Córdoba è un comune del Venezuela situato nello Stato di Táchira.
Il capoluogo del comune è la città di Santa Ana del Táchira.